# 静岡県道245号川上菊川線
静岡県道245号川上菊川線（しずおかけんどう245ごう かわかみきくがわせん）は、静岡県菊川市を通る道路（県道）である。

## 概要

### 路線データ
- 陸上距離：14.5km
- 起点：菊川市川上（静岡県道244号大東菊川線、静岡県道69号相良大須賀線交点）
- 終点：菊川市加茂（静岡県道79号吉田大東線交点）

## 重複区間
- 静岡県道244号大東菊川線（菊川市丹野 - 菊川市川上）

## 通過する自治体
- 静岡県
  - 菊川市

## 接続路線
- 静岡県道69号相良大須賀線
- 静岡県道244号大東菊川線
- 静岡県道79号吉田大東線